# Otto Josef von Berndt
Otto Josef Berndt, seit 1917 Ritter von Berndt (* 18. April 1865 in Tiefenbach bei Tannwald, Nordböhmen; † 3. Dezember 1957 in Wien) war Feldmarschallleutnant und  von 1909 bis 1914 Kommandant des k.u.k. Dragoner-Regiments „Nikolaus I. Kaiser von Rußland“ Nr. 5.

Otto Josef von Berndt als Generalmajor 1914

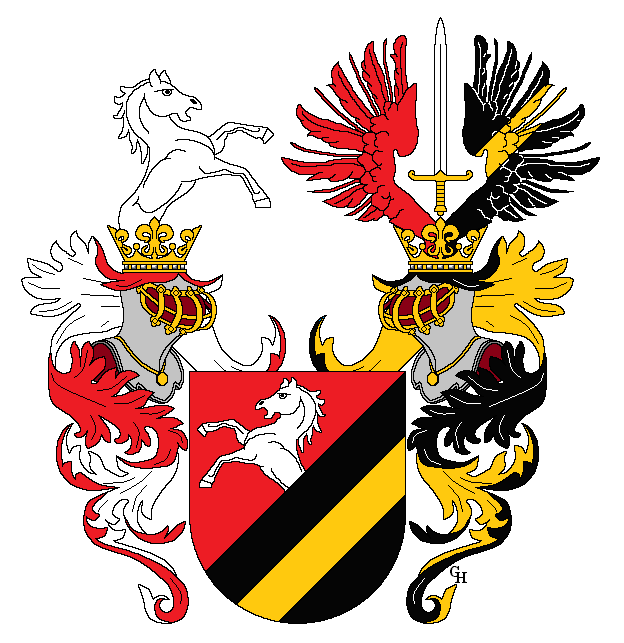
Ritterstandswappen Berndts, verliehen 1917

## Leben
Otto Berndt war der Sohn einer Tochter des Bensener Müllermeister Ignaz Ritschel. Nachdem er mit sieben Jahren verwaist war, bekam sein Großvater das Sorgerecht. Nach dem Abschluss an der Realschule in Böhmisch Leipa besuchte er die Handelsakademie in Wien. Im Alter von 19 Jahren kam er als Einjährig-Freiwilliger zu einem Dragoner-Regiment in die Festung Theresienstadt; 1888 wurde er Berufsoffizier. Danach war er abwechselnd bei der Kavallerie und im Generalstab im Einsatz. 1901 wurde er Major im Generalstab, 1914 Kommandant der 4. Kavallerie-Division, vom Dezember 1915 bis November 1916 Generalstabschef der 4. Armee. Am 1. August 1917 erfolgte die Ernennung zum Feldmarschallleutnant, im Juli 1918 wurde er zum Kommandanten der 29. sudetendeutschen Infanteriedivision in Venetien befördert.
Im Jänner 1918 erhielt er als Ritter von Berndt das ihm 1917 von Kaiser Karl I. verliehene Adelsdiplom, wodurch er in den erblichen österreichischen Ritterstand erhoben wurde. Nach dem Zusammenbruch der Monarchie Österreich-Ungarn 1918 fiel er namensrechtlich unter das Adelsaufhebungsgesetz. Anschließend lebte er als Pensionär in der nun tschechoslowakischen Grenzstadt Znaim und nach 1945 als Heimatvertriebener in Wien. Bis ins hohe Alter hielt er Kontakt zu den ehemaligen Offizieren des k.u.k. Steirisch-Kärntnerisch-Krainerischen Dragoner-Regiments „Nikolaus I. Kaiser von Rußland“ Nr. 5, vor allem zu seinem Nachfolger als Regimentskommandeur, Generalmajor Camillo Bregant.

## Kriegsauszeichnungen
- Leopoldorden, Ritter mit der Kriegsdekoration und Schwertern
- Franz-Joseph-Orden, Ritter
- Leopoldorden 2. Kl. mit KDS
- Orden der Eisernen Krone 2. Kl. mit KDS
- Militärverdienstkreuz 2. Kl. mit KDS
- Militärverdienstkreuz 3. Kl.
- Eisernes Kreuz, 1. Klasse 1914
- Eisernes Kreuz, 2. Klasse 1914[3]

## Schriften
- Letzter Kampf und Ende der 29. Infantrie-Division. 1930.
- Die 5-er Dragoner im Weltkrieg 1914–1918. Druck u. Verlag Major Paul Kaltschmid, Wien 1940.